# أمن دورة الاستخبارات
أمن دورة الاستخبارات يقصد به حماية العمليات التي تشمل البرامج الاستخباراتية الوطنية التي تمثل خطوط دفاع الدول، وتكون عادة عرضة للهجوم. ومن إحدى التحديات أن هناك مجالًا واسعًا من الأخطار المحتملة، وبالتالي يعد تقييم الخطر في حال كان مكتملًا مهمة معقدة. تحاول الحكومات حماية ثلاثة أمور:
- استخباراتهم الشخصية
- منشآت استخباراتهم ومصادرها
- عملياتهم الاستخباراتية

ويعني الدفاع عن البرنامج الاستخباراتي، على الأقل، اتخاذ الأفعال لمواجهة المجالات الكبيرة في تقنيات مجموعة الاستخبارات:
- الاستخبارات البشرية
- استخبارات الإشارات
- الاستخبارات التصويرية
- استخبارات القياس والتوقيع (ماسينت MASINT)
- الاستخبارات التقنية
- استخبارات المصادر المفتوحة

ويضاف لها ما لا يقل عن مجال مكمل واحد؛ مكافحة التجسس، الذي يمكن أن يكون وحدة استخبارات فعالة بذاته إلى جانب الدفاع عن المجالات الستة المذكورة أعلاه، ويُعد أغلب ما ينتج عنه حالات خاصة من الاستخبارات البشرية.
إن مجموعة الاستخبارات المكملة هي مجالات دفاعية إضافية، والتي من غير المرجح أن تشكل عملًا استخباراتيًا بذاتها:
- الأمن الجسدي
- الأمن الشخصي
- أمن التواصل
- أمن جهاز المعلومات
- أمن العمليات

تشكل هذه المجالات، بالتعاون مع مكافحة التجسس، أمن دورة الاستخبارات، والتي تعد بالمقابل جزءًا من إدارة دورة الاستخبارات. وتشكل المجالات التي تنطوي على الأمن الإيجابي، أو المعايير التي يجمع فيه مجتمع الفرد المعلومات عن أمنه الفعلي أو المحتمل، تتمةَ الأمن. على سبيل المثال، عندما تعرّف استخبارات التواصل مرسل إذاعة محدد بأنه يُستخدم من قبل دولة محددة، فإن مراقبة هذا المرسل من داخل البلد يقترح أو يعطي فكرة عن وجود جاسوس يجب على لجنة مكافحة التجسس استهدافه.
يشير مصطلح مكافحة التجسس إلى الجهود المبذولة من قبل المنظمات الاستخباراتية لمنع الاعتداء أو منع منظمات استخبارات العدو من النجاح في جمع استخبارات عنهم. قال فرانك ويسنر، وهو عميل مكافحة تجسس معروف ومنفذ عمليات، عن السيرة الذاتية لمدير الاستخبارات المركزية ألين و. دالاس: «إن دالاس يتخلص من الاعتقاد الخاطئ الرائج أن مكافحة التجسس هي في الأساس نشاط سلبي وسريع الاستجابة، يتحرك فقط أو بشكل أساسي كرد فعل تجاه المواقف التي تلقى إلي والتي تتعارض مع المبادرات التي قامت بها المعارضة» وبدلًا من ذلك، يرى أنه بالإمكان أن يكون الأكثر فعالية في كل من جمع المعلومات وحماية الخدمات الاستخباراتية الصديقة، عندما تهاجم هيكل وأفراد الأجهزة الاستخباراتية المعادية بشكل خلاق لكن قوي.
في كتيبات الجيش الأمريكي للتعامل مع مكافحة التجسس عام 1991 وعام 1995، كان للجنة مكافحة التجسس امتداد أوسع ضد مجالات جمع الاستخبارات الكبيرة. أثناء الاعتراف باستخبارات القياس والتوقيع بأنها مجال رسمي في عام 1986، كانت تخصّص كفاية لئلّا تناقش في وثائق مكافحة التجسس العامة للأعوام القليلة المقبلة.
تعد جميع وزارات الولايات المتحدة الأمريكية ووكالاتها ذات المهام الاستخباراتية مسؤولة عن أمنها الخارجي الخاص.
في العديد من الحكومات، تعد مسؤولية حماية الاستخبارات والخدمات الحربية أمرًا منفصلًا. تاريخيًا، أسندت وكالة مكافحة التجسس الأمريكية مسؤولية حماية موظفيها وعملياتها إلى مكتب أمنها، بينما أسندت أمن العمليات إلى العديد من المجموعات في إدارة العمليات: طاقم مكافحة التجسس والمنطقة (أو الوحدة الوظيفية)، مثل قطاع الاتحاد السوفييتي الروسي. في مرحلة ما، شُغّلت وحدة مكافحة التجسس بشكل تلقائي تقريبًا، بإدارة جيمس جيسس أنغليتون. لاحقُا، كان لقطاعات التشغيل فروع إضافية لمكافحة التجسس، بالإضافة إلى طاقم مكافحة تجسس مركزي أصغر. كان ألدريش أميس في فرع مكافحة التجسس في قطاع أوروبا، ومسؤولًا عن إدارة تحليل العمليات الاستخباراتية السوفييتية. كان للخدمات العسكرية الأمريكية تقسيم مشابه لكن أكثر تعقيدًا.
توصف بعض مهام مكافحة التجسس الشاملة بالتالي:
- تطوير واستدامة ونشر بيانات التهديدات متعددة المجالات والملفات استخباراتية على المنظمات والمواقع والأفراد المهتمين بمكافحة التجسس، ويشمل ذلك البنية التحتية للمتمردين والإرهاب والأفراد الذين يمكنهم المساعدة في مهمة مكافحة التجسس.
- تثقيف العاملين في جميع مجالات الأمن من خلال ملخصات عن التهديد متعدد المجالات. يجب تصميم هذه الملخصات على صعيدي النطاق ومستوى التصنيف. يمكن استخدام الملخصات لاحقُا لمؤالفة الأوامر المدعومة مع طبيعة التهديد متعدد المجالات الذي يمثله الأمر أو النشاط.

## تغييرات في تعاليم حماية كامل دورة الاستخبارات
يعد تعريف الولايات المتحدة لمكافحة التجسس ضيقُا، بينما يكون تعريف أمن العمليات أكثر اتساعًا. وصفت كتيباتُ أوائل التسعينيات مكافحةَ التجسس أنها مسؤولة عن التحري العام عن والحماية من التهديدات التي تطال دورة الاستخبارات. ومع إدلاءات الاستراتيجية الوطنية لمكافحة التجسس بين عامي 2005-2007، ليس من الواضح ما هي الآلية المسؤولة عن الحماية العامة للدورة الاستخباراتية. في تعاليم الولايات المتحدة الحديثة، وبالرغم من عدم انطباقها على باقي البلدان بالضرورة، يُنظر لمكافحة التجسس حاليًا أنها مضادة للاستخبارات البشرية، بينما توافق خدمة الاستخبارات الخارجية. تعبر خدمة الاستخبارات الخارجية المجال الذي يغطي المجموعات الوطنية وغير الوطنية، ويشمل الإرهابيين أو الجرائم المنظمة التي تتناول مناطق تعتبر خطرًا جوهريًا على الأمن القومي.
وصفت إستراتيجية مكافحة التجسس الوطنية لعام 2005 مهمة مكافحة التجسس أنها:
- مضادة للعمليات الإرهابية
- تغتنم الفرصة
- تحمي تقنية الدفاع الحاسم
- تهزم الإنكار والاحتيال الخارجي
- تواكب الميدان الاقتصادي
- تُعلم الأمن الوطني باتخاذ قرار
- تبني نظام مكافحة تجسس وطني

تقيد تعاليم الاستخبارات الأمريكية المشتركة لعام 2007 نطاقها الأساسي إلى مكافحة الاستخبارات البشرية، والتي تشمل عادة مكافحة الإرهاب. ليس واضحًا دائمًا وفقًا لهذا المبدأ من المسؤول عن جميع تهديدات جمع المعلومات الاستخباراتية ضد مصدر عسكري أو مصدر آخر. نُقل النطاق الكامل لتعاليم مكافحة التجسس العسكرية الأمريكية إلى منشور مصنف، المنشور المشترك  2-01.2، دعم مكافحة التجسس والذكاء الإنساني للعمليات المشتركة، لذلك لا يمكن معرفة ما إذا وُضّحت هذه المشكلة هناك.

## أمن العمليات
على الرغم من أن مبادئ أمن العمليات تعود إلى بداية الحرب، فإن إضفاء الطابع الرسمي عليه كتعاليم أمريكية بدأ مع دراسة في عام 1965 بعنوان «التنين البنفسجي»، بأمر من رؤساء الأركان المشتركة، لتحديد كيف يمكن للفيتناميين الشماليين أن يحصلوا على تحذير مبكر من قاذفات قنابل «رولينغ ثندر» تضرب الشمال، وعمليات «آرك لايت بي-52» ضد الجنوب.
كانت المنهجية المستخدمة هي النظر في المعلومات التي قد يحتاج الخصم معرفتها من أجل إحباط الرحلات الجوية والمصادر التي قد يجمع الخصم هذه المعلومات منها.
أصبح من الواضح للفريق أنه على الرغم من وجود برامج للأمن التقليدي والاستخبارات؛ لم يكن الاعتماد عليها فقط كافيًا لحرمان العدو من المعلومات الهامة، وبشكل خاص المعلومات والمؤشرات المتعلقة بالنوايا والقدرات. صممت المجموعة وطورت منهجية تحليل العمليات الأمريكية من وجهة نظر عدائية لمعرفة كيفية الحصول على المعلومات.
أوصى الفريق لاحقًا باتخاذ الإجراءات التصحيحية للقادة المحليين، فنجحوا في ما فعلوه، ولإطلاق اسم على عملهم، صاغوا مصطلح «أمن العمليات». 